# Скейлз, Лиам
Лиам Скейлз (англ. Liam Scales; род. 8 августа 1998, Дублин) — ирландский футболист, защитник клуба «Селтик» и сборной Ирландии.

## Клубная карьера
Скейлз — воспитанник клубов «Арклок Таун» и ЮКД. 8 июля 2016 года в матче против «Кабинтили» он дебютировал в Первой лиге Ирландии в составе последних. В поединке против «Атлон Таун» Лиам забил свой первый гол за ЮКД. В 2018 году игрок помог клубу выйти в элиту. 15 февраля 2019 года в матче против «Дерри Сити» он дебютировал в чемпионате Ирландии. В 2020 году Скейлз перешёл в «Шемрок Роверс». 15 февраля в матче против «Богемиан» он дебютировал за новый клуб. В поединке против «Дандолка» Лиам забил свой первый гол за «Шемрок Роверс». В составе клуба игрок дважды выиграл чемпионат.
В 2021 году Скейлс перешёл в шотландский «Селтик». 5 декабря в матче против «Данди Юнайтед» он дебютировал в шотландской Премьер-лиге. В этом же поединке Лиам забил свой первый гол за «Селтик». В своём дебютном сезоне игрок стал чемпионом и завоевал Кубок Шотландии.
В 2022 году Скейлз перешёл в «Абердин» на правах аренды. 10 июля в матче Кубка шотландской лиги против «Питерхеда» он дебютировал за новый клуб. 23 апреля 2023 года в поединке против «Рейнджерс» Лиам забил свой первый гол за «Абердин». По окончании аренды игрок вернулся в «Селтик».

## Международная карьера
13 октября 2023 года в отборочном матче чемпионат Европы 2024 против сборной Греции Скейлз дебютировал за сборную Ирландии.

## Достижения
Командные
 «Шемрок Роверс»
- Победитель чемпионата Ирландии (2) — 2020, 2021

 «Селтик»
- Победитель шотландской Премьер-лиги (2) — 2021/2022, 2023/2024
- Обладатель Кубка Шотландии (1) — 2023/24
- Обладатель Кубка шотландской лиги (1) — 2021/2022